# クチョヴァ県
クチョヴァ県（アルバニア語: Rrethi i Kuçovës、英語: Kuçove District）は、アルバニアのベラト州に属する県。2010年1月1日現在の人口は34,907人で、面積は112km2である。ベラト州の北端部にあたる。県都はクチョヴァ（アルバニア語: Kuçova）。1991年にベラト県から分割された。

## 下部行政区画
- Bashkia Kuçovë（クチョヴァ）
- Komuna Kozare
- Komuna Perondi